# محمد جلاب
محمد جلاب ، من مواليد 7 مارس 1951 في بسكرة، هو مصرفي جزائري، وزير المالية منذ 5 مايو 2014  إلى غاية 14 مايو 2015 في حكومة سلال الثالثة. كان سابقًا وزيرًا منتدبا لوزير المالية، مكلف بالميزانية.

## المسيرة المهنية[2]
- الرئيس المدير العام لبنك القرض الشعبي الجزائري من 2005 إلى 2013
- نائب المدير العام لبنك القرض الشعبي الجزائري من 1999 إلى 2005
- مناصب مختلفة من المسؤولية في بنك القرض الشعبي الجزائري من 1981 إلى 1999
- المسؤول المؤقت «بنك الخليفة» من مارس 2003 إلى يونيو 2003
- نائب مدير في بنك التنمية الجزائري من 1976 إلى 1981